# Georg Schärmer
Georg Schärmer (* 14. März 1956 in Innsbruck) war von 1998 bis zum 31. August 2021 Direktor der Caritas der Diözese Innsbruck und ehemaliger Pädagoge. Schärmer ist wohnhaft und aufgewachsen in Inzing.